# DB Class 628
DB Class 628 – двосекційна серія дизель-поїздів. 
Випускалися в 1974–95 рр. 

німецькими заводами MAN AG, Waggon Union і DUEWAG в декількох модифікаціях, призначена для місцевих та регіональних перевезень. 
Окрім Німеччини, ці транспортні засоби також експлуатуються в Чехії, Румунії, Канаді та Польщі.

## 628,0
У 1974-1975 роках в Німеччині виникла потреба в економічному і комфортному дизель-поїзді з універсальними характеристиками. 
Відповіддю на потреби Deutsche Bundesbahn став підтип VT628.0, та його перша серія 628.0. 
Тому дизель-поїзд побудовано в основному на основі рішень, які використовувалися у виробництві VT627, а також раніших успішних конструкцій, таких як VT515 (Schienenbus). 
При створенні цієї серії транспортних засобів виробники базували свої рішення на силовій установці MAN або KHD. Силова установка складалася з двох двигунів MAN D3256 потужністю 2 × 213 кВт або KHD F12 L413 потужністю 2 × 221 кВт, з’єднаних з гідродинамічною коробкою передач. 
Серія прототипів в основному обслуговувала поїзди з Брауншвейга на лініях регіону Гарц. 
Виробили 12 одиниць цього підтипу, однак, в основному через малу потужність і вік, вони повільно вилучаються з ужитку.

## 628.1
Тип створено в 1981 році як модернізація перших серійних поїздів. 
Попри використання нових, потужніших двигунів DB OM 424 A — 2 × 357 кВт, вони мали невдалу конструкцію, в основному через поламки. 
Всього виготовлено 3 одиниці. 
Вони діяли в регіоні Альгау. 
У 2011 році два поїзди під номерами 102 і 103 продано до Канади компанії Sodema Inc. Société de gestion des équiquements publics de Charlevoix
.

## 628.2
Версію створено в 1986 році і випускали до 1989 року. 
Мала високу надійність, в основному через модифікований блок живлення DB OM 444 A потужністю 2 × 410 кВт. 
Через використання класу 1 також можна було працювати в міжрегіональному сполученні.
У деяких транспортних засобів цієї серії максимальна швидкість також збільшена до 140 км/год.
Всього виготовлено 150 одиниць.
На початок 2020-х вони працюють у Шлезвіг-Гольштейні, Гессені, Мекленбурзі-Передній Померанії тощо, але повільно вилучаються через впровадження поїздів Alstom Coradia LINT. 
Транспортні засоби експлуатуються компаніями Arriva vlaky та GW Train Regio
.
Кілька немодернізованих транспортних засобів експлуатуються перевізником RegioJet в Устецькому краї, особливо в районі Усті-над-Лабем. 
Транспортні засоби, якими керує Regio Jet, спочатку позначені як серія 628. 
Їхня експлуатація в регіоні Усті-над-Лабем є тимчасовою, і планується замінити їх на електропоїзди Pesa Elf.Eu
.

## 628.4
Ця версія була конструкторським розвитком серії VT628.2 з потужнішими двигунами DB OM 444 A – 2 × 485 кВт. Однак серія призначена виключно для місцевого трафіку. 
Багато поїздів цієї серії використовуються приватними перевізниками в Німеччині. 
Всього в 1992-96 рр. випущено 309 одиниць.
Румунія закупила два дизельні потяги 628, 679 і 680, які в 1995 році були передані CFR. 
Там вони пройшли детальні випробування. 
Їх використовували навіть на міжміських перевезеннях. 
Потім транспортні засоби залишилися в CFR. 
Однак заплановане ліцензійне виробництво не відбулося, а замість нього було закуплено 120 вагонів Siemens Desiro, які класифікувалися як серія CFR 96 
.
14 лютого 2015 року компанія Arriva RP орендувала одиницю 628/928 435 у DB Regio. 
17 травня агрегат повернули власнику 
.
У квітні 2017 року Arriva RP придбала у DB Regio три одиниці цієї серії під номерами 619, 659 і 692. 
З грудня 2017 року всі три транспортні засоби включені до рухомого складу Arriva в Польщі 
. 
1 червня 2018 року одиницю 628 692 було тимчасово передано в оренду Koleje Wielkopolskie. 
7 липня потяг повернувся до Arriva.
У жовтні 2018 року компанія придбала четверту одиницю цього типу № 657 
.

## 628,9
Побудовано в 1994/95 рр. як модернізована версія VT628.4, з новими двигунами MTU 12 V 183 TD 12 потужністю 2 × 485 кВт. 
Виявилися не дуже вдалою конструкцією, тому подальше виробництво припинено. 
Всього випущено 5 одиниць.